# Płatny morderca
Płatny morderca (chiń. upr. 喋血双雄; chiń. trad. 喋血雙雄; pinyin Diéxuè shuāngxióng; jyutping dip6 hyut3 soeng1 hung4) – hongkoński film akcji z 1989 roku w reżyserii Johna Woo.

## Opis fabuły
Jeffrey (Chow Yun Fat) to fachowy zabójca na zlecenie. Pewnego dnia, przypadkiem rani piękną piosenkarkę Jenny (Sally Yeh) podczas strzelaniny w nocnym klubie. Jeffrey postanawia zająć się dziewczyną i wykonać swoje ostatnie zlecenie, by móc opłacić jej operację. Jednak Jeffrey wpada w pułapkę zastawioną przez jego zleceniodawcę Johnny’ego Wenga (Fui-On Shing), który pragnie jego śmierci, ponieważ zdradził swoją tożsamość. Schwytać chce go również twardy policjant inspektor Lee (Danny Lee). W końcu jednak sprzymierza się z Jeffreyem i łączą swoje siły, by w finałowej konfrontacji zmierzyć się z bezwzględną armią Triady.